# Багаев, Николай Алексеевич
Николай Алексеевич Багаев (8 декабря 1928, Куртуково, Сибирский край — 2 сентября 2002, Новосибирск) — советский хозяйственный, государственный и политический деятель, Герой Социалистического Труда.

## Биография
Родился в 1928 году в селе Куртуково. Член КПСС.
С 1954 года — на хозяйственной, общественной и политической работе. В 1954—1989 гг. — водитель автобуса в автобусном парке № 1 города Новосибирска, бригадир водителей автомобилей Новосибирского пассажирского автотранспортного предприятия № 1 Министерства автомобильного транспорта РСФСР, водитель маршрута маршрут «Городской аэропорт Толмачёво», наставник молодых водителей МУП ПАТП-1.
Указом Президиума Верховного Совета СССР от 13 мая 1977 года присвоено звание Героя Социалистического Труда с вручением ордена Ленина и золотой медали «Серп и Молот».
Умер в Новосибирске в 2002 году.
Похоронен на Клещихинском кладбище.